# Condiție la limită Neumann
În matematică, o condiție la limită de tip Neumann este impusă unei ecuații diferențiale ordinare sau unei ecuații cu derivate parțiale, astfel încât derivatele parțiale în direcție normală pe care soluția le ia de-a lungul limitei domeniului sunt fixe. Problema găsirii de soluții la astfel de ecuații este cunoscută sub numele de problema Neumann. În științe și inginerie, o condiție de limită Neumann poate fi denumită și condiție la limită naturală sau condiție la limită de tipul al doilea. Este numită astfel după Carl Neumann.

## Exemple

### Ecuații diferențiale ordinare
Pentru o ecuație diferențială ordinară, de exemplu
{\displaystyle y''+y=0}
condițiile la limită Neumann pe intervalul [a,b] au forma
{\displaystyle y^{\prime }(a)=\alpha ,\quad y^{\prime }(b)=\beta ,}
unde α și β sunt numere date.

### Ecuații cu derivate parțiale
Pentru o ecuație cu derivate parțiale, de exemplu
{\displaystyle \nabla ^{2}y+y=0}
unde {\displaystyle \nabla ^{2}} este laplacianul, condițiile la limită Neumann pe domeniul Ω ⊂ Rn au forma
{\displaystyle {\frac {\partial y}{\partial \mathbf {n} }}(\mathbf {x} )=f(\mathbf {x} )\quad \forall \mathbf {x} \in \partial \Omega ,}
unde n este vectorul normal (de obicei exterior) pe limita domeniului ∂Ω, iar f este o funcție scalară.
Derivata normală, care apare în membrul stâng, este definită ca
{\displaystyle {\frac {\partial y}{\partial \mathbf {n} }}(\mathbf {x} )=\nabla y(\mathbf {x} )\cdot \mathbf {\hat {n}} (\mathbf {x} ),}
unde ∇y(x) este gradientul lui y(x), n̂ este versorul normal, iar ⋅ este operatorul produs scalar.
Devine clar că limita (frontiera) trebuie să fie suficient de netedă, astfel încât derivata normală să poată exista, deoarece în punctele singulare de pe frontieră vectorul normal nu este bine definit.

### Aplicații
Următoarele sunt exemple de condiții la limită Neumann.
- În termodinamică un flux termic prescris printr-o suprafață ar fi o condiție la limită. De exemplu, un izolator termic perfect ar avea flux zero, în timp ce o componentă electrică poate disipa o putere electrică cunoscută.
- În magnetostatică intensitatea câmpului magnetic poate fi prescrisă ca o condiție la limită pentru a găsi distribuția densității fluxului magnetic într-o rețea de magneți în spațiu, de exemplu într-un motor cu magneți permanenți. Deoarece problemele din magnetostatică implică rezolvarea ecuației lui Laplace sau a ecuației lui Poisson pentru potențialul magnetic scalar⁠(d), condiția la limită este o condiție Neumann.
- În ecologia spațială⁠(d), o condiție de limită Neumann pentru un sistem de reacție–difuzie⁠(d), cum ar fi ecuația KPP–Fisher⁠(d), poate fi interpretată ca o limită reflectantă, astfel încât toți indivizii care ajung la ∂Ω sunt întorși înapoi în Ω.[4]

## Alte condiții la limită
Sunt posibile multe alte condiții la limită, inclusiv condiții la limită de tip Cauchy și condiții la limită mixte. Acestea din urmă sunt o combinație a condițiilor Dirichlet și Neumann.